# Einbettungssatz von Arens-Eells
Der Einbettungssatz von Arens-Eells  (englisch Arens-Eells embedding theorem) ist ein mathematischer Lehrsatz, welcher im Übergangsfeld zwischen den mathematischen Teilgebieten Analysis, Funktionalanalysis und Topologie einzuordnen ist. Er geht zurück auf die beiden Mathematiker Richard Friederich Arens und James Eells und behandelt die Frage der Einbettbarkeit beliebiger metrischer Räume in komplexe normierte Räume und insbesondere in komplexe Banachräume.

## Formulierung des Satzes
Der Satz lässt sich formulieren wie folgt:
Sei {\displaystyle X}  ein metrischer Raum, versehen mit einer Metrik
{\displaystyle d\colon X\times X\to \mathbb {R} ^{\geq 0}}   .
Dann gilt:
{\displaystyle X}  ist isometrisch einbettbar in einen normierten {\displaystyle \mathbb {C} }-Vektorraum {\displaystyle {\mathcal {V}}}, wobei der unter dieser isometrischen Einbettung entstehende Bildraum von {\displaystyle X} in dem umfassenden Vektorraum {\displaystyle {\mathcal {V}}}  bezüglich der Normtopologie ein abgeschlossener topologischer Teilraum ist.

## Beweis- und Konstruktionsskizze
Gemäß der Darstellung von Väth kann man den Beweis führen wie folgt:
Die Konstruktion der isometrischen Einbettung  {\displaystyle \phi } beginnt damit, dass {\displaystyle X} zunächst isometrisch zu einem  (nicht notwendig abgeschlossenen) Teilraum eines komplexen Banachraums {\displaystyle {\mathcal {B}}} angelegt wird. In diesem wird dann der zu konstruierende normierte Vektorraum {\displaystyle {\mathcal {V}}} als {\displaystyle \mathbb {C} }-lineare Hülle {\displaystyle {\langle \phi (X)\rangle }_{\mathbb {C} }} des Bildraums {\displaystyle \phi (X)} definiert. Von diesem wird schließlich gezeigt, dass er darin bezüglich der von {\displaystyle {\mathcal {B}}}  geerbten Normtopologie abgeschlossen ist.
Die Konstruktion von {\displaystyle {\mathcal {B}}} beginnt dabei mit dem Mengensystem {\displaystyle {\mathcal {E}}\subseteq {\mathcal {P}}{(X)}} aller nichtleeren endlichen Teilmengen  von {\displaystyle X}.
Dann setzt man
{\displaystyle {\mathcal {B}}:=B({\mathcal {E}},\mathbb {C} )}
als den Funktionenraum aller beschränkten komplexwertigen Funktionen {\displaystyle f\colon \,{\mathcal {E}}\to \mathbb {C} \;,\;E\mapsto z=f(E)\in \mathbb {C} }.
{\displaystyle {\mathcal {B}}} ist versehen mit der Supremumsnorm
{\displaystyle f\mapsto \|f\|_{\infty }=\sup _{E\in {\mathcal {E}}}|f(E)|} ,
wobei im Körper {\displaystyle \mathbb {C} } wie stets der komplexe Betrag
{\displaystyle |z|={\sqrt {z\cdot {\bar {z}}}}}
zugrunde gelegt wird.
In {\displaystyle X} wird nun ein  Element {\displaystyle x_{0}\in X} fixiert.
Mit diesem definiert man unter Zuhilfenahme der zu der gegebenen Metrik {\displaystyle d} gehörenden Abstandsfunktion {\displaystyle D}  eine Abbildung
{\displaystyle \phi \colon \,X\to {\mathcal {B}}\;,\;x\mapsto f_{x}\in {\mathcal {B}}}  ,
indem man die Setzung
{\displaystyle f_{x}(E):=D(x,E)-D(x_{0},E)}
macht, wobei für {\displaystyle E\in {\mathcal {E}}\;,x\in X}  wegen der Endlichkeit von {\displaystyle E} stets
{\displaystyle D(x,E)=\min _{e\in E}d(x,e)}
gilt.
Hier ist zu berücksichtigen, dass die Abstandsfunktion lipschitzstetig mit Lipschitzkonstante {\displaystyle L=1} ist, also immer
{\displaystyle |f_{x}(E)|\leq d(x,x_{0})}
und damit jedes {\displaystyle f_{x}} beschränkte Funktion.
Die auf diesem Wege gewonnene Abbildung {\displaystyle \phi } erweist sich dann als Isometrie zwischen {\displaystyle X} und dem Bildraum {\displaystyle \phi (X)} mit den gewünschten Eigenschaften.

## Korollar
Als direkte Folgerung der Herleitung des Satzes ergibt sich, dass jeder metrische Raum {\displaystyle X} eine metrische Vervollständigung {\displaystyle {\hat {X}}}  besitzt. Diese kann konstruiert werden als abgeschlossene Hülle {\displaystyle {\hat {X}}:={\overline {X}}^{\mathcal {B}}} innerhalb  {\displaystyle {\mathcal {B}}} .

## Anmerkung
- Direkt verwandt mit dem Satz von Arens-Eells ist der Satz von Kunugui, welcher von Kinjirô Kunugui im Jahre 1935 veröffentlicht wurde und der auf den gleichen Ideen beruht, jedoch etwas schwächer ist. Gleichartige bzw. verwandte Sätze wurden von Kazimierz Kuratowski (ebenfalls in 1935), Menahem Wojdysławski (in 1939) und Victor Klee (in 1951) geliefert.
- Im Falle, dass {\displaystyle X} unter der Metrik {\displaystyle d} vollständig ist, ergibt sich die Abgeschlossenheit des Bildraums {\displaystyle \phi (X)} unmittelbar aus der Vollständigkeit.[1]
- In ihrer Veröffentlichung von 1956 haben Arens und Eells über den oben formulierten Satz hinaus, jedoch mit Hilfe eines ähnlichen Beweisansatzes gezeigt, dass sogar jeder uniforme Raum, dessen Struktur durch Pseudometriken mit gewissen Trennungseigenschaften festgelegt ist, abgeschlossen in einen hausdorffschen topologischen Vektorraum eingebettet werden kann.